# Audi R15 TDI

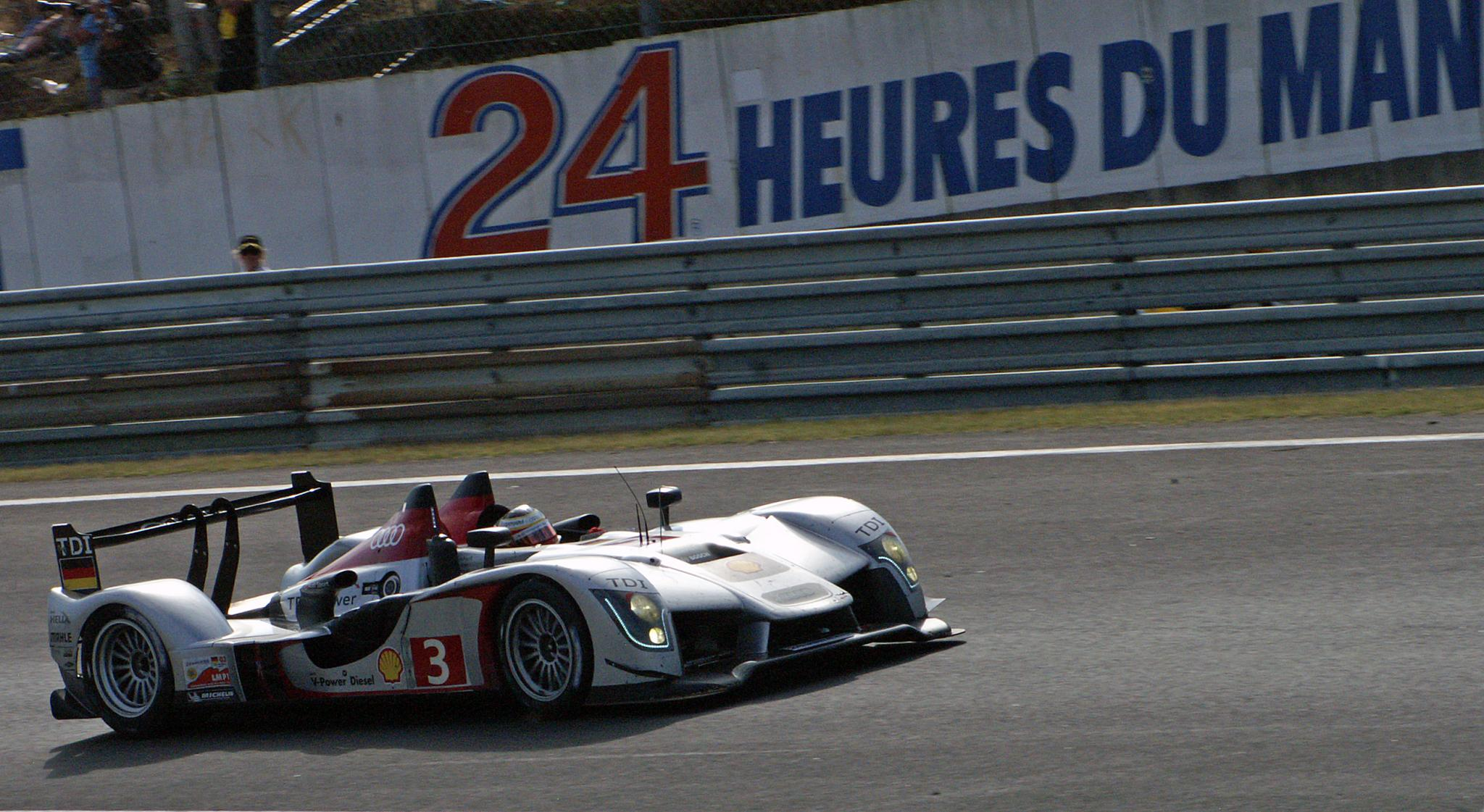
Audi R15 TDI

Audi R15 TDI - гоночный автомобиль класса LMP1, сконструированный немецким автопроизводителем Audi AG в качестве замены Audi R10 TDI.

## История создания
В конце 2007 года компания Audi Motorsport пришла к мнению, что у Audi R10 TDI есть только ограниченные возможности для дальнейшего развития и повышения гоночных характеристик. В связи с этим осенью 2007 года было решено разработать совершенно новый автомобиль. Особое внимание при разработке и проектировании автомобиля было уделено аэродинамике. Высокое расположение «носа» автомобиля позволило улучшить рассеивание воздушных потоков. Кроме того, данное расположение позволило уменьшить лобовое сопротивление воздуха и обеспечило лучшие показатели по уровню прижимной силы.
После гонки 24 часа Ле-Мана в 2008 году решение о новом проекте было подтверждено, поскольку автомобили Audi одержали победу над Peugeot 908 HDi FAP именно благодаря надежности автомобилей, а не превосходным ходовым качествам.
Новый двигатель V10 TDI с рабочим объемом 5500 куб.см стал легче и более экономичным, чем его 12-цилиндровый предшественник. Максимальный крутящий момент двигателя составляет 1050 Нм, а максимальный эффективная мощность составляет около 445 кВт (605 л.с.).

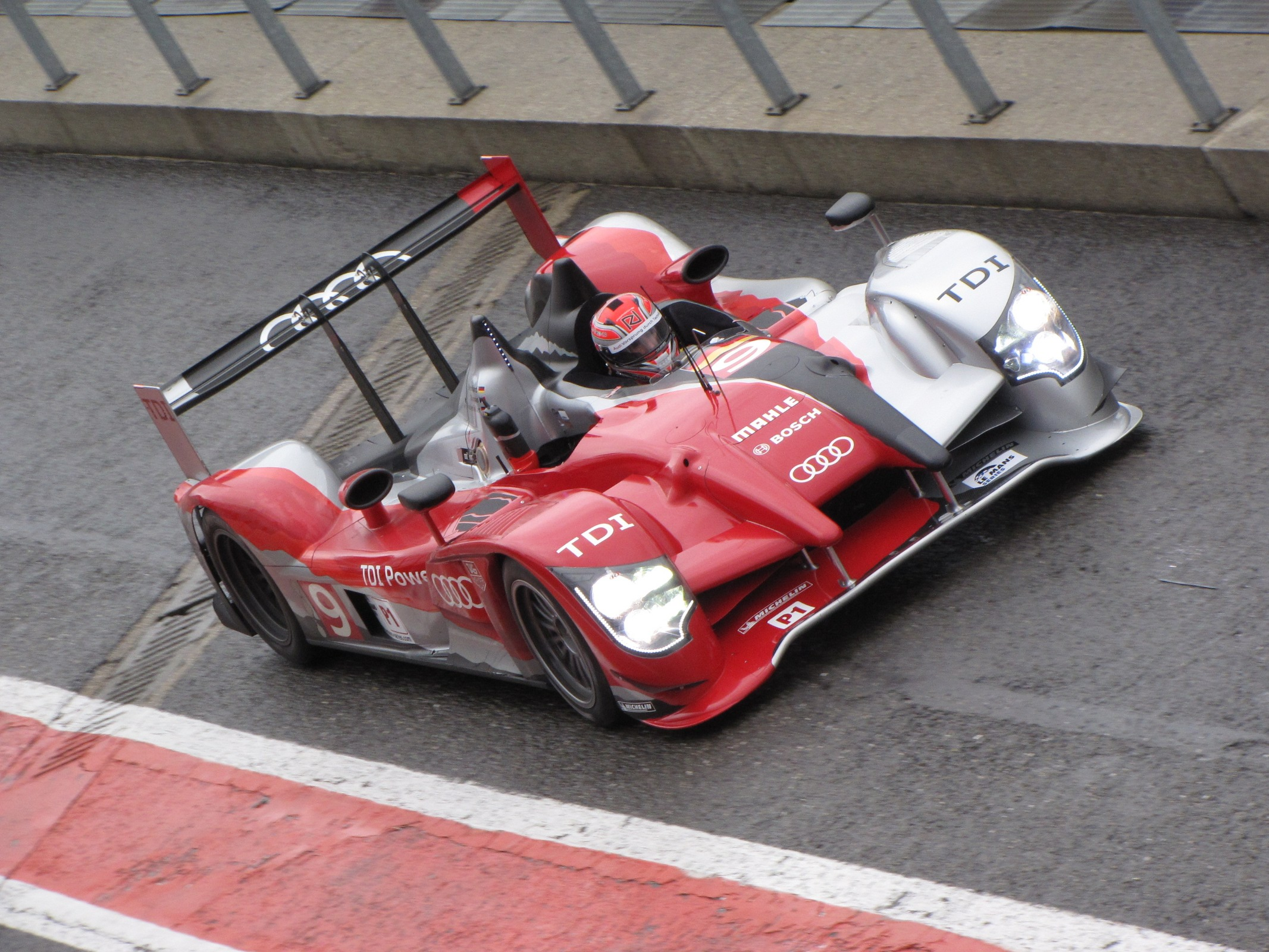
Audi R15 Plus 2010 год гонке 1000 км Спа.

Audi R15 TDI вошел в гоночный сезон 2010 года с измененной формой. Модификацию назвали Audi R15 Plus. Новый кузов характеризуется измененным носом (в том числе фары) и обновленным воздуховодом на боковой панели. Три автомобиля имеют внутреннюю аббревиатуру «R15 Plus» и новые номера шасси от 202 до 204.
В начале марта на испытательном треке Audi в городе Нойштадт-ан-дер-Донау был доставлен опытный образец для тест-драйвов  и проведения аэродинамических испытаний. Затем последовало испытание на выносливость на международной гоночной трассе в Себринге. На данной испытании все 5500 км прошли без каких-либо технических сбоев. После вышеуказанной гонки серьезным испытанием для Audi R15 TDI стала гонка в Ле-Кастелле в 2010 году.

## Гоночная история

### Гоночный сезон 2009 года

#### 24 -часа Ле-Мана 2009 года
Первое использование двух Audi R 15 состоялось 21 марта 2009 года на 12-часовой гонке в Себринге. Пилоты Ринальдо Капелло, Том Кристенсен и Аллан МакНиш заняли первое место с новым рекордом круга.
На гонке 24 часа Ле-Мана 13 и 14 июня 2009 года Audi был побежден своим основным конкурентом Peugeot 908 HDi FAP, который также был оснащен дизельным двигателем, и занял первые два места, а также пятое. Победителем стал Peugeot 908 HDi FAP со стартовым номером 9, который пилотировали Дэвид Брэбэм, Марк Жене и Александр Вурц.
В связи с тем что, второй тестовый день был отменен в 2009 году, а состоялся только один (дождливый) тестовый день, последующие два солнечных дня гонки при 28 градусах привели к проблемам с настройкой Audi R15. По словам представителей компании Audi, высокие температуры в течение первой трети гонки привели к недостаточной поворачиваемости всех трех автомобилей, что можно было исправить только путем установки новых передних крыльев. Также высокие дневные температуры в субботу и воскресенье привели к повышенному износу шин на ипподроме. Кроме того, частицы грязи застревали в отверстиях для охлаждения, поэтому температура резко возрастала, особенно в зоне турбонагнетателя. По этой причине охлаждающие входы должны были регулярно очищаться сжатым воздухом при заправке, что означало потерю значительного количества времени.
Один из Audi R 15, принимавших участие в гонке,  выбыл из в связи с ошибкой допущенной пилотом Лукасом Луром. Другой Audi R 15 был отброшен во временном зачете гонки из-за необходимости замены насоса высокого давления и завершил гонку лишь на 17 позиции. Таки образом, лишь одному  Audi R 15, пилотируемому Ринальдо Капелло, Том Кристенсен и Аллан МакНиш удалось занять призовое место.    

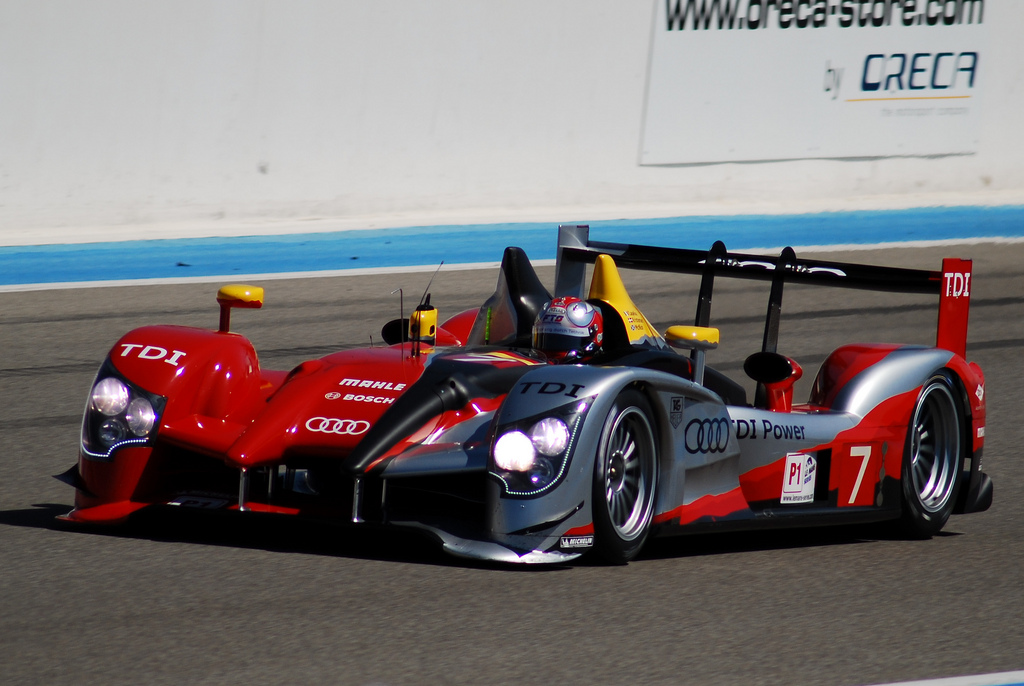
Audi R15 TDI Plus

### Гоночный сезон 2010 года

#### Ле-Кастелле 2010 год
После того, как в 2010 году в Себринге не было ни одной Audi, новая 8-часовая гонка в Ле-Кастелле стала первым серьезным гоночным испытанием для новой Audi R15 Plus в  гоночном сезоне 2010 года, в котором активно участвовали Аллан Макниш и Ринальдо Капелло. Новой Audi R15 Plus выиграл гонку, опередив своих конкурентов: Lola-Aston Martin LMP1, пилотируемый Стефаном Мюке, Гарольдом Приматом и Адрианом Фернандесом (второе место) и Rebellion Racing Lola, управляемый Жан-Кристофом Буйон, Гаем Смитом и Андреа Беликки (третье место).

#### 24 часа Спа 2010 года
Гонка в целом была омраченной хаосом из-за следующих обстоятельств: 40-минутное полное прекращение подачи электроэнергии, во время которого аварийные генераторы также работали вхолостую; многочисленные изменения шин; авариями, вызванными автомобиля частыми ливневыми дождями. В таких условиях команде Audi на Audi R15 Plus удалось занять 3, 5 и 12 места.

#### 24 -часа Ле-Мана 2010 года
12 и 13 июня 2010 года в сухую погоду заводская команда Audi заняла первые три места в гонке 24 часа Ле-Мана с тремя Audi R15 Plus. Таким образом, пилоты Майк Роккенфеллер, Тимо Бернхард и Ромен Дюма праздновали победу, Марсель Фесслер, Андре Лоттерер и Бенуа Трелайер заняли второе место. Ринальдо Капелло, Аллан Макниш и рекордсмен Том Кристенсен заняли третье место.